# Hydrangea arborescens
Hydrangea arborescens là một loài thực vật có hoa trong họ Tú cầu. Loài này được L. mô tả khoa học đầu tiên năm 1753.

## Hình ảnh

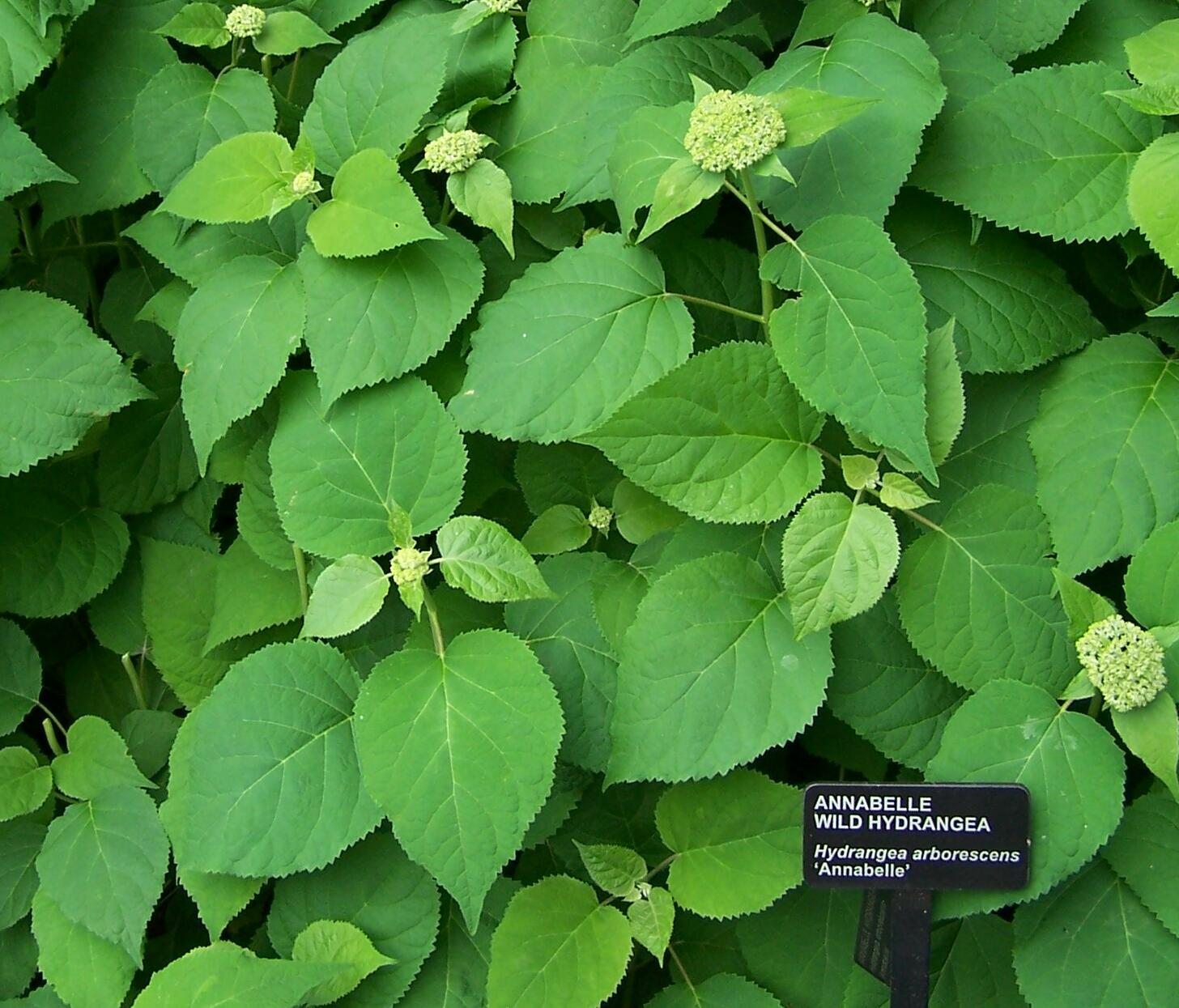
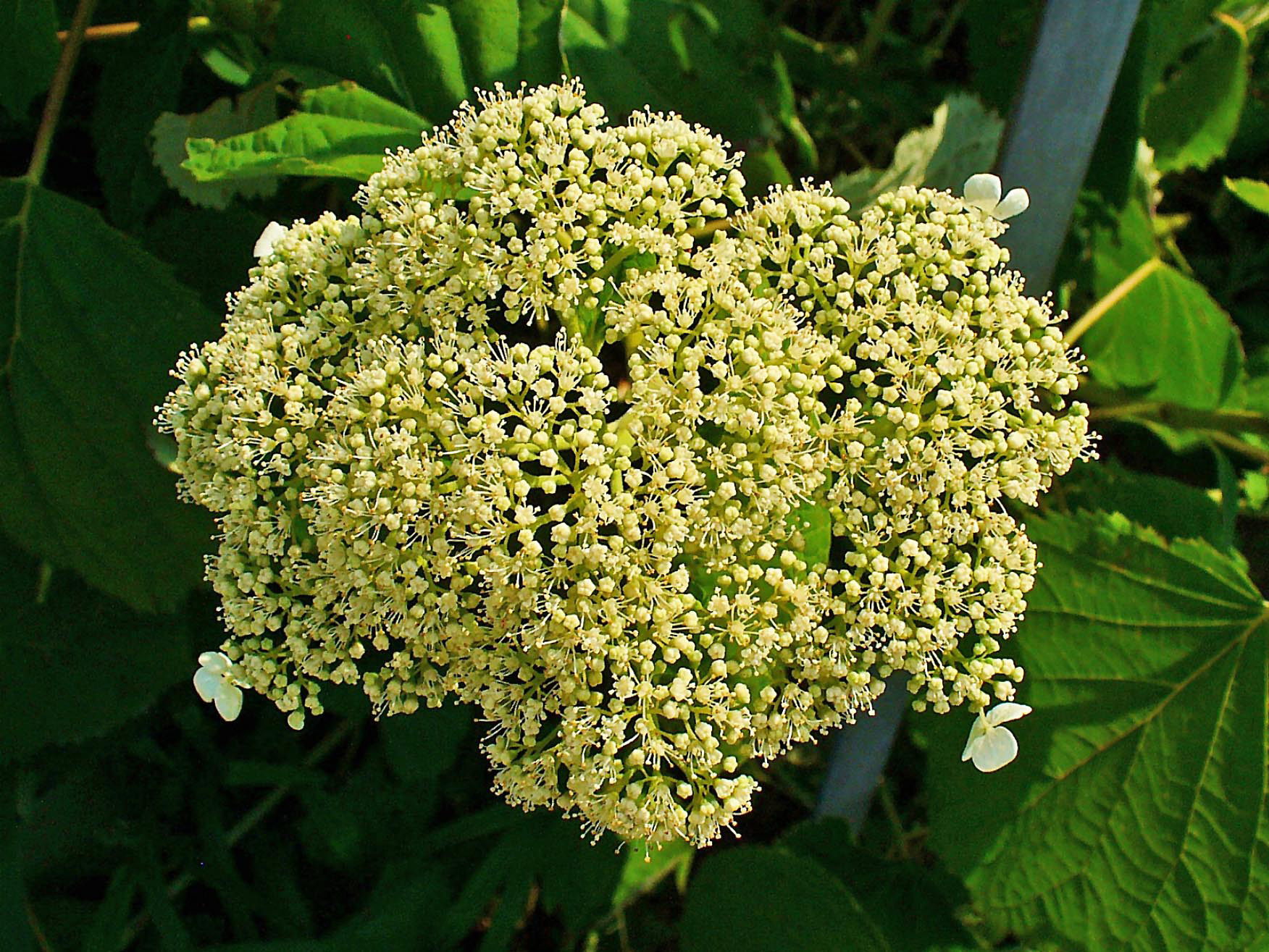
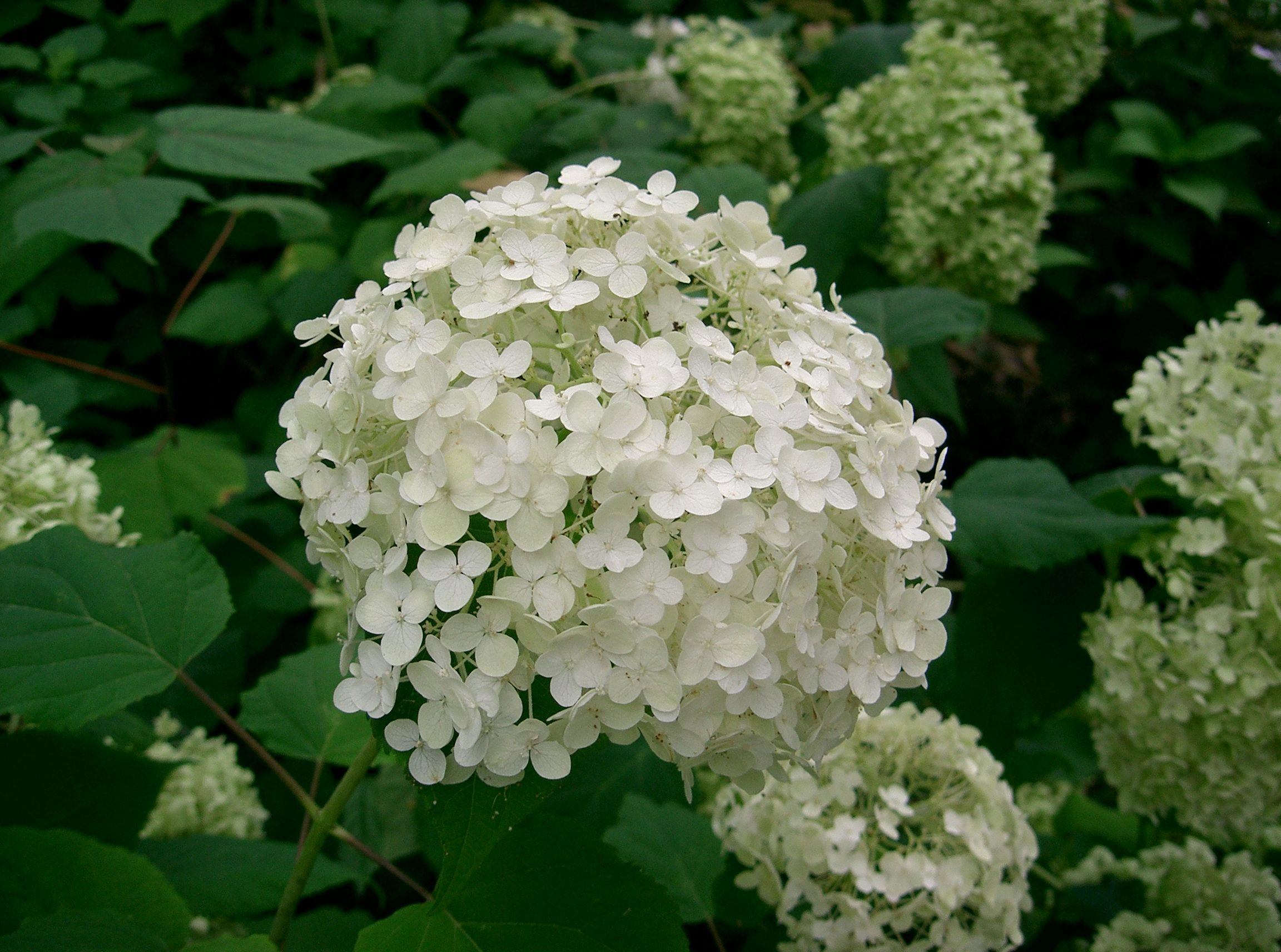
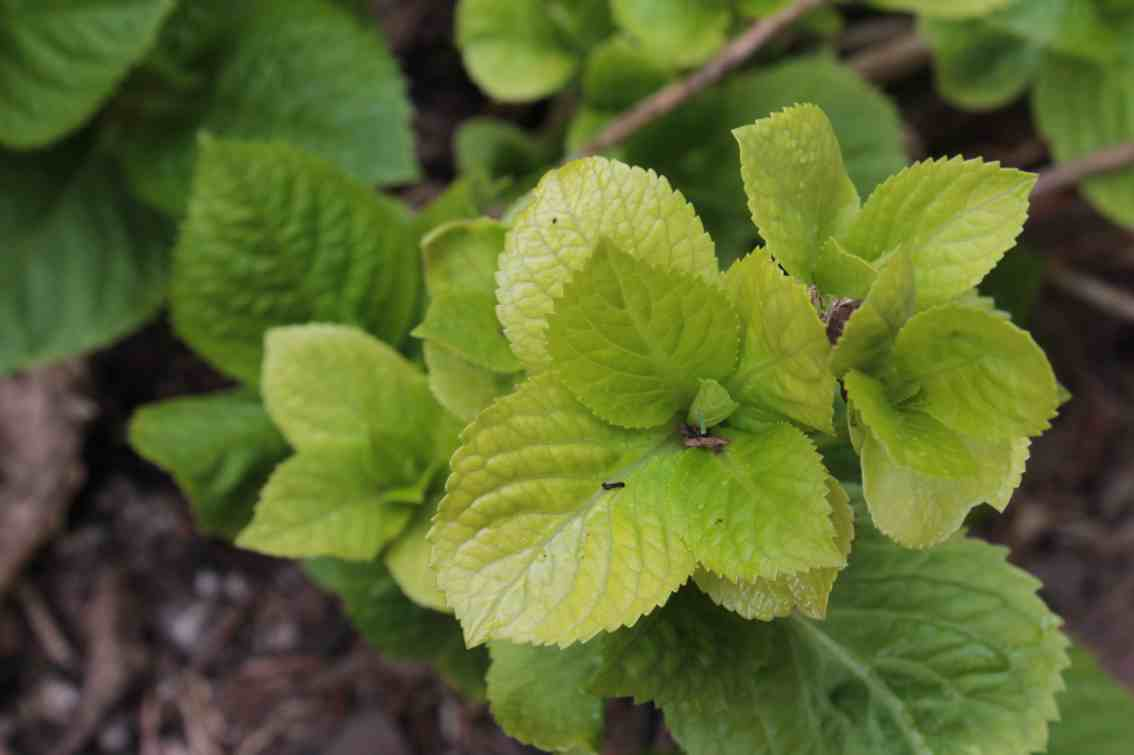